# Yang Wuneng

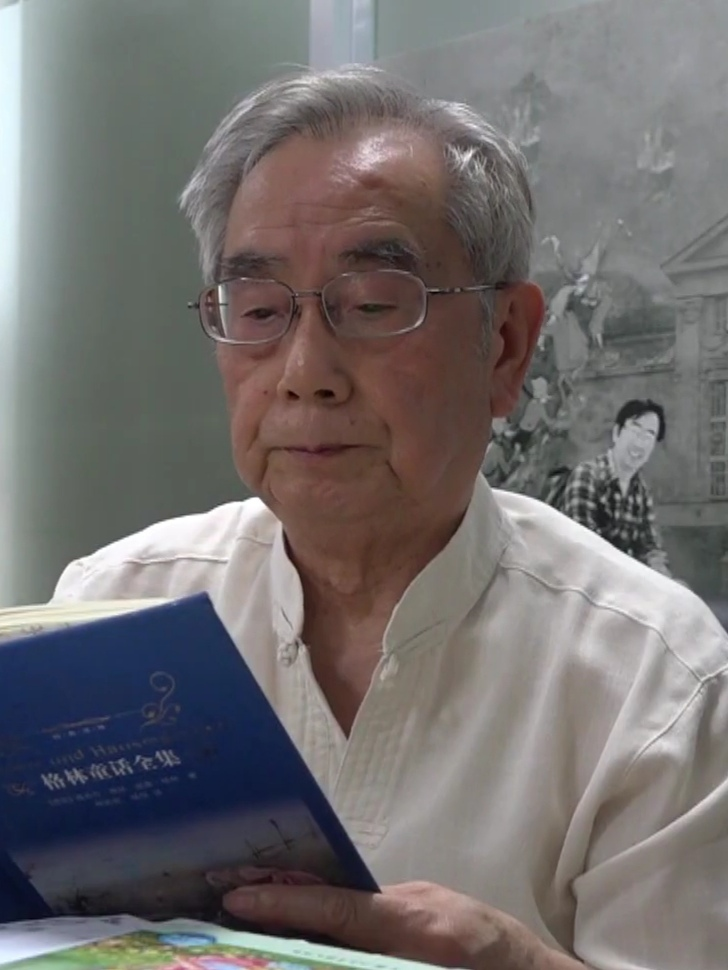
杨武能

Yang Wuneng (chinesisch 杨武能, Pinyin yáng wǔnéng; * 24. Juni 1938 in Chongqing) ist ein Germanist, Übersetzer, Schriftsteller und Hochschullehrer.

## Leben
Yang Wuneng studierte von 1957 bis 1962 Germanistik an der Universität Nanjing. Nach dem Abschluss des Hochschulstudiums wurde er Deutschlehrer in seiner Heimatstadt Chongqing. Dann wütete die kulturfeindliche Kulturrevolution, der junge Übersetzer musste die Feder legen. Erst 1978 kam die Wende. Um seine übersetzerische Tätigkeit unter besseren Bedingungen wieder aufzunehmen, verließ er mit 40 Jahren die Heimat und Familie, begann mit dem Magisterstudium in Peking an dem Aspirantenkolleg der Chinesischen Akademie der Sozialwissenschaften. Im Sommer 1981 schloss er das Studium ab, kurz davor erschien seine berühmteste Übersetzung, Die Leiden des jungen Werther, welche bis heute schon eine hohe Auflagenzahl von mehr als 1,5 Millionen Exemplaren erzielt hatte.
1983 wurde er zum Prorektor und Professor an der Fremdsprachenuniversität Sichuan in Chongqing ernannt. Seit 1990 ist er Ordinarius an der Sichuan-Universität und betreut Doktoranden.
Seine Tochter ist die Übersetzerin Yue Yang.

## Werke
Verfasser
- Heidenröslein -- Studien zu Goethes Lyrik, Verlag Beiyue chubanshe, Taiyuan 1989
- Goethe und China, Verlag Shanlian shudian, Beijing 1991
- Annäherung an Goethe, Verlag Hebei jiaoyu chubanshe, Shijiazhuang 1999
- Goethe in China (deutsch), Verlag Peter Lang 2000
- Deutschland, wie ich es erlebe, Verlag Sichuan renmin chubanshe 2001
- Die ersten Aufzeichnungen eines Traumjägers, Verlag Hubei jiaoyu chubanshe 2002

Übersetzungen
- Johann W. von Goethe: Die Leiden des jungen Werther, seit 1981 bei dem Staatsverlag Renmin wenxue chubanshe in Beijing mehr als zehnmal gedruckt mit einer Gesamtauflagezahl weit über 1.500.000 Exemplare; in Provinzen und Hongkung noch mehrmals nachgedruckt
- Paul Heyse: Das Mädchen von Treppi (ausgewählte Novellen), Verlag Lijian chubanshe, Guilin 1983, mehrmals nachgedruckt, Gesamtauflagezahl über 100.000
- Hermann Hesse: Narziß und Goldmund, Verlag Yiwen chubanshe, Shanghai 1984, Auflagezahl von über 50.000
- Poetische Novellen von Theodor Storm, Verlag Jiansu renmin chubanshe, Nanjing 1984
- Novellen von Kleist, in "Ausgewählte Novellen und Theaterstücke von Kleist", Verlag Yiwen chubanshe, Shanghai 1985
- Der Heilige und andere Novellen von C.F. Meyer, Verlag Chongqing chubanshe 1988
- Ausgewählte lyrische Gedichte von Rilke, Verlag Sichuan wenyi chubanshe 1988Stand: Juni 2004

## Auszeichnungen
- 2000 hat ihm der Bundespräsident Johannes Rau das Bundesverdienstkreuz in Anerkennung seiner besonderen Verdienste um die Bundesrepublik Deutschland verliehen.
- Goldene Goethe-Medaille 2013